# Paul Meyer (Musiker)

Paul Meyer 2019

Paul Meyer (geboren am 5. März 1965 in Mulhouse (Elsass)) ist ein französischer Klarinettist und Dirigent.

## Biografie
Meyer lernte bereits als Kind Klarinette und besuchte dann das Konservatorium Mulhouse. Mit 14 Jahren wechselte er an das Conservatoire national supérieur de musique de Paris, wo er zwei Jahre später Preise für Klarinette und Kammermusik erhielt. Anschließend vervollkommnete er seine Fähigkeiten an der Musik-Akademie der Stadt Basel bei Hans Rudolf Stalder. Sein erstes Konzert als Solist gab er im Alter von dreizehn Jahren mit dem Symphonischen Orchester Mulhouse. 1982 gewann er den Eurovision Young Musicians - Wettbewerb und 1984 gehörte bei dem prestigeträchtigen Young Concert Artists Audition Wettbewerb in New York zu den Gewinnern.

### Karriere als Klarinettist
Meyer begann seine berufliche Laufbahn 1983 im Alter von 18 Jahren als Soloklarinettist im Orchester der Opéra National de Lyon. Im Jahr 1984 wurde er Soloklarinettist des Ensemble Intercontemporain unter der Leitung von Pierre Boulez und 1985 des Orchesters der Nationaloper von Paris. Er verließ das Orchester nach drei Jahren, um sich eine internationale Karriere als Solist aufzubauen. Es kam zu Auftritten in großen internationalen Konzertsälen mit weltbekannten Orchestern, u. a. dem Orchestre National de France, dem Orchestre de Paris, dem Koninklijk Concertgebouworkest, dem BBC Philharmonic Orchestra, dem Deutschen Symphonie-Orchester Berlin, dem WDR Sinfonieorchester Köln, der Los Angeles Philharmonic, dem Tonhalle-Orchester Zürich, dem Orchestre de la Suisse Romande, dem NHK-Sinfonieorchester, Tokyo, und dem Staatlichen Akademischen Sinfonieorchester Russlands unter der Leitung von Dirigenten wie Luciano Berio, Dennis Russell Davies, Michael Gielen, Hans Graf, Günther Herbig, Marek Janowski, Emmanuel Krivine, Jerzy Maksymiuk, Yehudi Menuhin, Kent Nagano, Esa-Pekka Salonen, Heinrich Schiff, Ulf Schirmer, Michael Schønwandt und David Zinman und an der Seite bekannter Musiker, wie, Isaac Stern, Mstislaw Leopoldowitsch Rostropowitsch, Jean-Pierre Rampal, Martha Argerich, Yuri Bashmet, Gidon Kremer,  Yo-Yo Ma und Emmanuel Ax.
Neben dem klassischen und romantischen Repertoire wirkte Paul Meyer auch bei der Uraufführung zeitgenössischer Werke mit, darunter das Konzert von Krzysztof Penderecki beim Kissinger Sommer in Bad Kissingen, das Konzert von Gerd Kühr bei den Salzburger Festspiele, James MacMillans Konzert beim Glasgow Festival und das ihm gewidmete Konzert „Alternatim“ von Luciano Berio, das er auch in Berlin, Paris, Rom, Tokio, Wales, bei den Salzburger Festspielen und in der Carnegie Hall in New York spielte. Im Jahr 2000 spielte er die Weltpremiere des Klarinettenkonzerts von Michael Jarrell in Paris mit dem Orchestre de Paris und Sylvain Cambreling und die Weltpremiere des Klavierquintetts von Krzysztof Penderecki mit Mstislaw Rostropovich, Yuri Bashmet, Dimitri Alexeev und Julian Rachlin im Konzerthaus in Wien. Im Jahr 2005 führte er an der Oper von Rennes die Uraufführung von „(une) Ouverture“ für Klarinette und Orchester von Jean-Philippe Goude auf. Er nahm die musikalische Erzählung Le Roi qui n'aimait pas la musique von Karol Beffa auf.
Meyer ist ein leidenschaftlicher Kammermusiker und arbeitet mit Künstlern und Freunden wie François-René Duchâble, Éric Le Sage, Maria João Pires, Yuri Bashmet, Gérard Caussé, Gidon Kremer, Yo-Yo Ma, Mstislav Rostropovich und Vladimir Spivakov zusammen außerdem mit Tabea Zimmermann, Heinrich Schiff, Barbara Hendricks, Natalie Dessay, Emmanuel Pahud und außerdem mit den Streichquartetten Carmina Quartett, Cleveland Quartet, Hagen-Quartett, Melos Quartett, Emerson String Quartet, Takács Quartett und Vogler-Quartett. Er hatte auch die Ehre, Kammermusik mit Isaac Stern und Jean-Pierre Rampal zu spielen.
Er konzertiert zusammen mit dem Flötisten Emmanuel Pahud und dem Pianisten Éric Le Sage, Mitbegründer des Festival international de musique de chambre de Provence.
Sechs Jahre lang war Meyer an der Entwicklung einer neuen Klarinette namens Divine für den Klarinettenhersteller Buffet Crampon beteiligt; diese Klarinette ist von der weiten Bohrung des RC-Modells abgeleitet, enthält aber einige Innovationen. Meyer spielt sie.

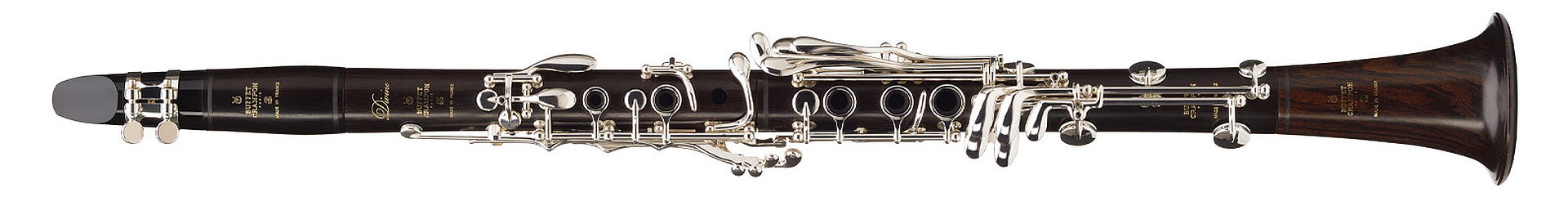
Divine von Buffet Crampon

### Karriere als Dirigent
Paul Meyer widmete sich mehr und mehr dem Dirigieren und studierte zu diesem Zweck bei Charles Bruck an der Pierre Monteux School in Maine, bei John Carewe (Lehrer von Simon Rattle und Daniel Harding u. a.), dem er bei der Northern Junior Philharmonic assistierte, und erweiterte seine Dirigierfähigkeiten in mehreren Spielzeiten, indem er die Ratschläge bedeutender Dirigenten wie Marek Janowski, dem er bei der Philharmonie von Radio France assistierte, Emmanuel Krivine und Chung Myung-whun nutzte. Es kam zu Dirigaten einer größeren Zahl bekannter europäischer Orchester, aber auch mit Orchestern aus Japan, China, Thaipeh, Shanghai, Australien und Südamerika.
Im Jahr 2006 wurde er von Chung Myung-whun zum stellvertretenden Dirigenten des Philharmonischen Orchesters von Seoul ernannt, das er drei Spielzeiten lang dirigierte und an der Gründung einer Orchesterakademie mitwirkte, die junge Musiker auf das Orchesterfach vorbereiten soll. Im Jahr 2009 wurde er zum Chefdirigenten des Kosei-Orchesters in Tokio ernannt, mit dem er zeitgenössisches Repertoire erkundete und Konzerte in Tokio (Tokyo Opera City) sowie Tourneen in Japan und anderen Ländern gab.
2019 wurde er Chefdirigent des Kurpfälzischen Kammerorchesters. Seitdem macht nach seinen Angaben seine Tätigkeit als Dirigent etwa 50 % seiner Tätigkeit aus.

## Diskographie
Seine Diskographie umfasst u. a. Werke von Mozart, Beffa, Weber, Copland, Busoni, Krommer, Cliquet-Pleyel, Brahms, Schumann, Bernstein, Arnold, Piazzolla, Poulenc, Fauré und Louis Spohr, dessen vier Klarinettenkonzerte er 2012 mit dem Orchestre de Chambre de Lausanne, das er zugleich dirigierte, aufgenommen hatte.

## Preise und Auszeichnungen
Meyers Aufnahmen wurden mit zahlreichen Preisen ausgezeichnet (Diapason d’or, Choc du Monde de la Musique, Stern des Monats Fonoforum, Prix de la révélation musicale, Victoires de la Musique 1999). Man beachte beispielsweise das Quartett für das Ende der Zeit von Messiaen mit Chung Myung-whun, Gil Shaham und Wang Jian (Cellist) (DGG) und Hartmanns Kammerkonzert mit dem Münchner Kammerorchester (ECM). The Brahms Recital mit Éric Le Sage (BMG), Kammermusik mit Emmanuel Pahud und Éric Le Sage sowie seine erste Aufnahme als Dirigent mit dem Orchestra di Padova e del Veneto und Jean-Marc Luisada (BMG). 2012 wurde ihm der Ordre des Arts et des Lettres verliehen.